# Nacionalisme alemany

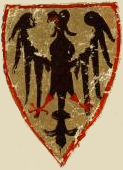
El Reichsadler o àliga imperial de l'escut d'Enric VI del Sacre Imperi Romanogermànic, datat del 1304. Avui en dia anomenat Bundeswappen (escut federal), és un dels símbols de l'Estat alemany i de la nació alemanya.

El nacionalisme alemany (en alemany: Deutscher Nationalismus o Deutschnationalismus) és el nacionalisme referent als alemanys i al context de la cultura alemanya. Els orígens històrics del sentiment d'identitat alemanya comencen amb la Reforma Protestant iniciada per Martí Luter i l'aparició d'un model comú de llengua estàndard per a l'ús comú, la literatura i la religió. El mateix concepte de “nacionalisme” prové del pensador alemany Johann Gottfried Herder. Els brots més primerencs de sentiment nacionalista alemany comencen amb el Romanticisme durant les Guerres Napoleòniques, amb el sorgiment del pangermanisme. Els moviments que proposaven un Estat comú que unifiqués les terres habitades per la nació alemanya va començar a cobrar rellevància com a reacció a la invasió de territoris alemanys per part de França comandada per Napoleó I. Després de la pujada al poder i posterior caiguda del Tercer Reich, el nacionalisme alemany va prendre un to negatiu i de tabú per les atrocitats comeses pel govern nacionalista extrem dels nazis, incloent-hi l'Holocaust. Durant la Guerra Freda, un tipus moderat de nacionalisme va servir d'ideologia de fons envers la reunificació d'Alemanya de l'Alemanya occidental i l'Alemanya oriental, el qual succeí el 1990.

## Història

### Delseglexvial XIX

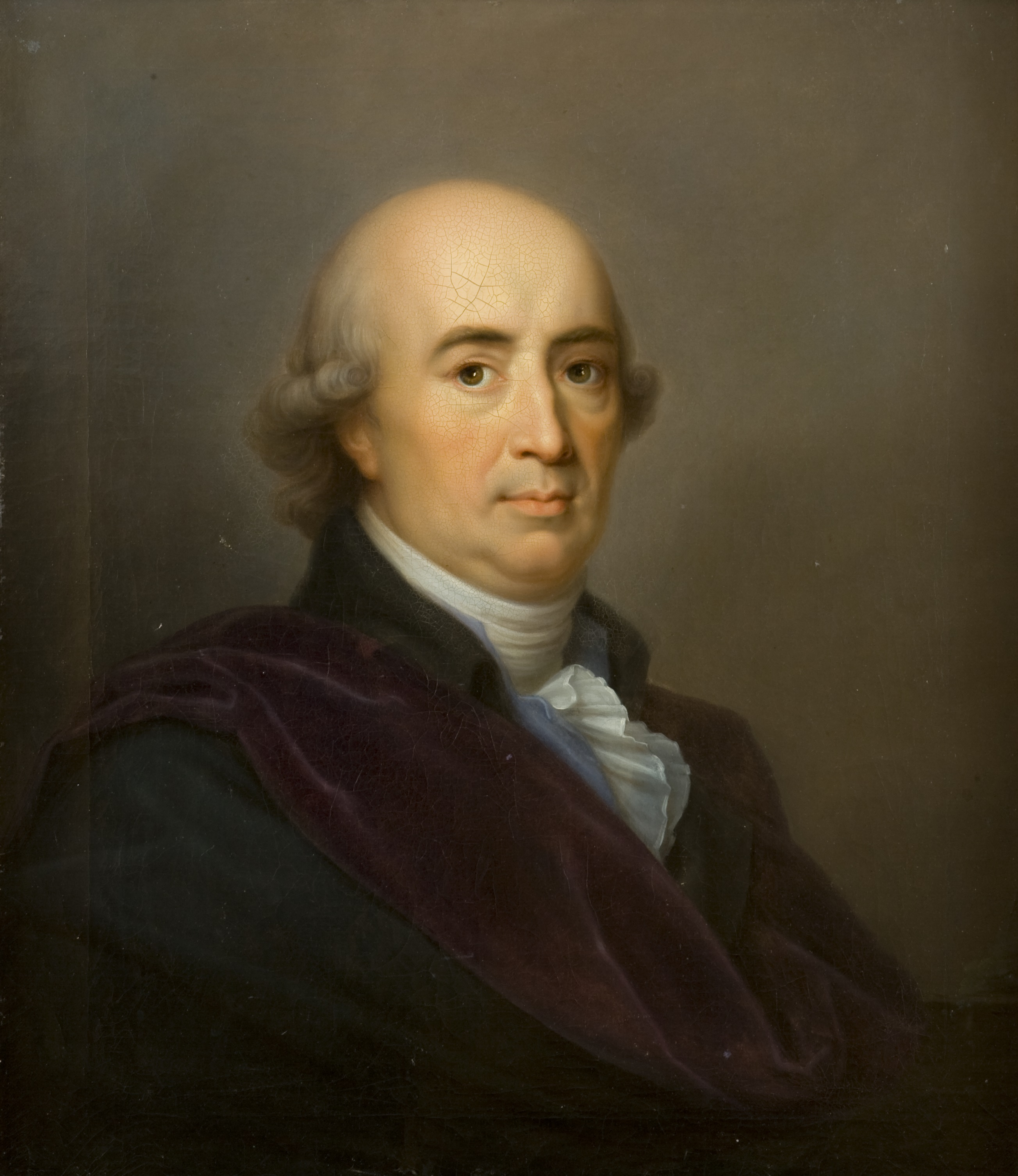
Johann Gottfried Herder és el fundador del concepte de nacionalisme i fundador d'un nacionalisme alemany de tipus romàntic (Retrat de Gerhard von Kügelgen).

La Reforma Protestant iniciada per Martí Luter ha estat citada com el punt de partida de la identitat alemanya sorgida com a resposta a la dispersió geogràfica d'una llengua i literatura germàniques comunes. Els començaments de la cultura nacional alemanya fou desenvolupada a través de les obres literàries i religioses de figures com Luter, Johann Wolfgang von Goethe i Friedrich Schiller. Si més no, no es pot parlar d'una consciència nacional pròpiament fins al moment en el qual el filòsof Johann Gottfried Herder va desenvolupar el concepte de nacionalisme. Les idees nacionalistes alemanyes sorgides de les idees de Herder i Immanuel Kant eren romàntiques en tant que es basaven en els principis de l'autodeterminació col·lectiva, la unificació territorial i la identitat cultural, a més d'un programa polític i cultural amb vistes d'assolir aquests fins. El nacionalisme romàntic de Herder i Kant deriva de les idees del pensador il·lustrat Jean-Jacques Rousseau i de les idees del filòsof revolucionari francès Emmanuel-Joseph Sieyès segons les quals les nacions legítimes han d'haver estat concebudes en l'estat de natura. Aquest èmfasi en la “naturalitat” de les nacions etno-lingüístiques va seguir sent vigent per a nacionalistes de començaments del segle xix com Johann Gottlieb Fichte, Ernst Moritz Arndt o Friedrich Ludwig Wahn. Tots ells eren defensors de la ideologia del pangermanisme.
La invasió del Sacre Imperi Romanogermànic pels exèrcits de Napoleó comportaren la dissolució de les formes estatals de l'Imperi. El nacionalisme liberal en el món germànic era defensat sobretot per la burgesia de classe mitjana que pretenia la creació d'un estat nació basat en la democràcia liberal, el constitucionalisme, un sistema representatiu i la sobirania popular, tot oposant l'absolutisme. Fichte en particular expressà la seva defensa del nacionalisme alemany enfront de l'ocupació francesa dels territoris alemanys en el seu text Discursos a la nació alemanya, on parlava d'una identitat alemanya en llenguatge, tradicions i literatura.
Després de la derrota francesa i el Congrés de Viena, els nacionalistes alemanys intentaren establir un estat unitari, però finalment la forma política que s'instaurà el 1818 fou la Confederació Germànica: una sèrie d'estats alemanys independents vagament aplegats en una zona econòmica de duanes, la Zollverein, que perdurà fins al 1866. L'estat que liderà aquesta unió fou Prússia, que va dominar el conjunt d'estats germànics durant tota l'època, causant ressentiment i tensió amb l'altre gran estat poderós de parla alemanya, Àustria.

### De 1848 a la unificació alemanya

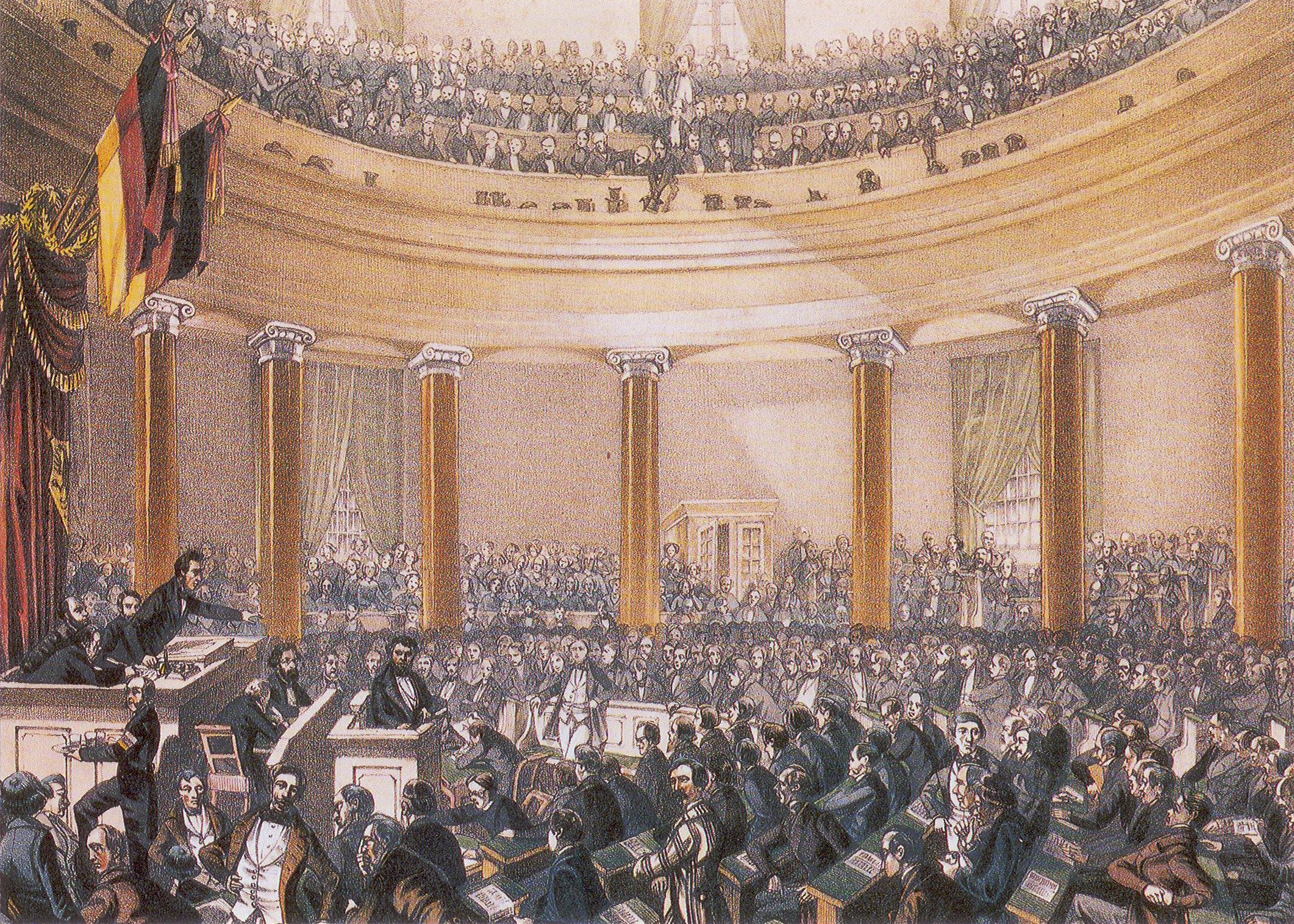
Representació del Parlament de Frankfurt de 1848.

Les revolucions de 1848 desembocaren en un aixecament nacionalista liberal en un seguit d'estats alemanys, tot i que no prengueren el poder en tots. Un parlament amb la pretensió de representar tots els estats va ser creat a Frankfurt el maig de 1848. Aquest Parlament de Frankfurt va intentar crear una constitució nacional vàlida per a la totalitat dels territoris germànics, si bé la rivalitat entre Prússia i Àustria va provocar que la solució final hagués de ser una “petita Alemanya”, és a dir, un estat nació de caràcter monàrquic amb la corona imperial d'Alemanya entregada al rei de Prússia. Aquest monarca, però, va rebutjar l'oferta i els esforços de crear un estat nació liberal van fallar.
Com a resultat les relacions entre Àustria i Prússia van empitjorar per les polítiques del canceller prussià Otto von Bismarck, contrari als interessos austríacs i que va vetar tots els intents fets per Àustria d'unir-se al Zollverein. Els nacionalistes alemanys es van començar a dividir en grups divergents: un d'ells donava suport a una “Petita Alemanya” excloent-hi Àustria, mentre que d'altres creien en l'establiment d'una “Gran Alemanya” que inclouria tots els territoris de parla alemanya. Els prussians cercaven una Petita Alemanya en la qual disposarien d'una situació d'hegemonia que no hagués estat assegurada en un estat pangermànic.
Prússia va assolir l'hegemonia sobre Alemanya en el transcurs de les “guerres d'unificació”: la Segona Guerra de Schleswig (1864), la Guerra Austro-Prussiana 1866) i la Guerra Franco-Prussiana (1870). Un estat nació germànic va ser fundat finalment el 1871 sota el nom d'Imperi Alemany, prenent la forma d'una Petita Alemanya i amb el Rei de Prússia pujant al tron de l'Emperador Alemany (Deutscher Kaiser), on Bismarck seria el primer Canceller d'Alemanya.

## De 1871 a la Primera Guerra Mundial

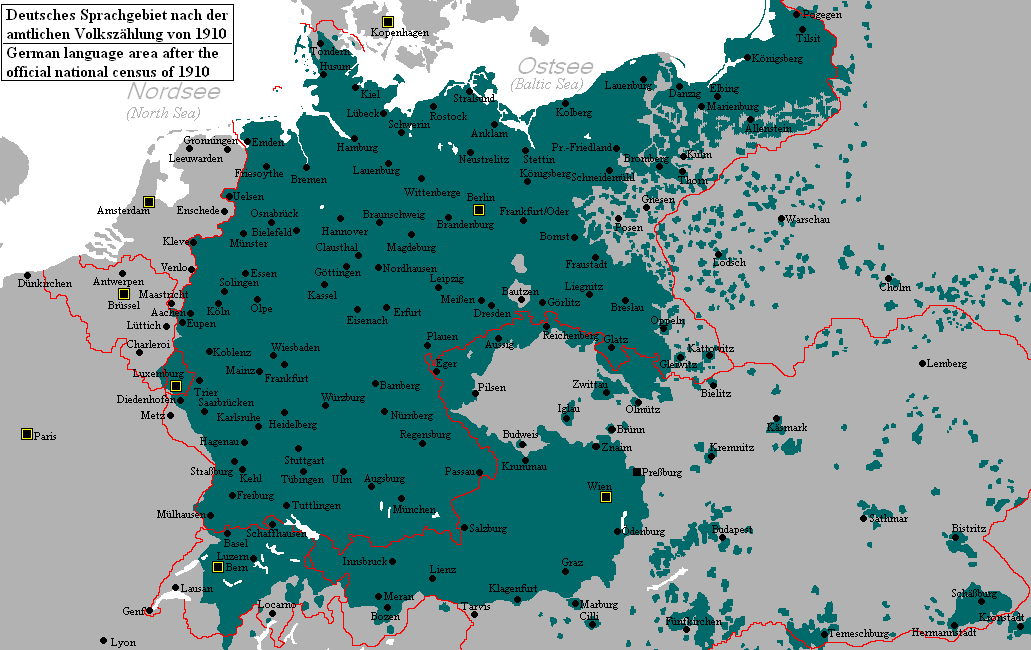
Àrees de parla alemanya a Europa entre els anys 1910 i 1910. Les fronteres estatals apareixen marcades en vermell.

A diferència del nacionalisme liberal del Vormärz i que dugué a les revolucions de 1848, el nacionalisme defensat a l'Imperi Alemany es basava en l'autoritarisme de l'Estat Prussià, i tenia característiques conservadores, reaccionàries, anticatòlic, antiliberal i antisocialista. Els partidaris de l'Imperi Alemany defensaven el domini cultural prussià i protestant. Aquesta forma de nacionalisme alemany posava el seu èmfasi en una identitat alemanya basada en l'orde medieval dels Cavallers Teutònics. Aquests nacionalistes reaccionaris en principi reclamaven els ideals de Bismarck i valors considerats germànics com la voluntat, la lleialtat, honestedat i perseverança.
Els grups nacionalistes de l'Imperi Alemany que defensaven una Gran Alemanya a l'època de Bismarck centraven el seu pensament a superar la rivalitat entre protestants i catòlics a l'Estat. D'aquesta ideologia sorgí el moviment Los von Rom! o “Lluny de Roma!”, que pretenia l'assimiació dels catòlics alemanys en el conjunt del protestantisme. Durant el període existí particularment a les parts austríaques de l'Imperi Austrohongarès una tercera facció de nacionalistes alemanys que s'anomenaven a si mateixos Alldeutsche, i que reclamaven una Gran Alemanya liderada per Prússia.
El darwinisme social, el messianisme i el racialisme esdevingueren temes recurrents del nacionalisme alemany posterior a 1871, basant-se a priori en les idees de comunitat nacional, Volksgemeinschaft.
Un altre element essencial del nacionalisme alemany tal com era promogut pel govern imperial de Prússia era la seva insistència en que Alemanya esdevingués una potència mundial en termes econòmics i militars, competint amb França i el Regne Unit per l'hegemonia mundial. Aquesta és la situació en la qual es trobaven aquestes potències europees en el moment de la Primera Guerra Mundial.

## Període d'entreguerres

Pèrdues territorials de l'Imperi Alemany després de la Primera Guerra Mundial, amb la Pau de Versalles:
Zones administrades per la Societat de Nacions
Terrenys annexionats pels països veïns
Territori de la República de Weimar, l'estat alemany d'entreguerres

Amb la derrota alemanya en la Gran Guerra, Alemanya es va veure forçada a acceptar les condicions imposades pel Tractat de Versalles, un armistici de caràcter punitiu que obligava a Alemanya a pagar grans compensacions als vencedors i que li representava pèrdues territorials, a més dels problemes derivats per la hiperinflació, la inseguretat econòmica i certes febleses constitucionals. Els alemanys se sentien descontents amb la situació al seu país, i les noves institucions creades per la República de Weimar van tenir dificultats a l'hora de mobilitzar les masses en favor de les seves polítiques. Hi havia problemes econòmics, socials i polítics que fragmentaven la societat alemanya. Finalment la República de Weimar va col·lapsar sota aquestes pressions i per maniobres polítiques dels líders de la política i l'exèrcit alemanys.

### A Àustria
Després de les revolucions de 1848 i 1849 en les quals els nacionalistes liberals pretenien una Gran Alemanya, la derrota en la Guerra Austro-Prussiana de 1866, l'exclusió dels territoris austríacs d'Alemanya i els creixents conflictes ètnics en la monarquia dels Habsburg, va començar a emergir un nou moviment nacionalista alemany al país. Organitzacions com la Societat Pangermànica i els seus líders com el nacionalista i antisemita Georg von Schönerer, demanaven la inclusió territorial de les zones de parla germànica de l'Imperi Austrohongarès en l'Imperi Alemany, i rebutjaven el patriotisme austríac. Les idees polítiques racistes i völkisch de Schönerer foren una forta inspiració per a la ideologia de Hitler. El 1933, els Nazis Austríacs i el Partit Popular de la Gran Alemanya formaren una coalició contra el règim Austrofeixista que imposava una concepció nacional separada. L'anomenat Anschluss de 1938 fou l'annexió d'Àustria per part de Hitler al seu estat alemany, realitzant les aspiracions d'aquests grups nacionalistes alemanys. Després de 1945 el camp nacional alemany a Àustria ha estat revifat per partits com la Federació d'Independents o el Partit Liberal d'Àustria.